# Аббасова, Назила Рагим кызы
Назила Рагим кызы Аббасова (азерб. Nazilə Rəhim qızı Abbasova; род. 1955, Агдамский район) — советский азербайджанский хлопкороб, мастер хлопка Азербайджанской ССР. Депутат Верховного Совета СССР 10-го созыва (1979—1984).

## Биография
Родилась в 1955 году в селе Ахмедагалы Агдамского района Азербайджанской ССР.
Окончила заочное отделение Азербайджанского сельскохозяйственного института имени Самеда Агамали оглы.
С 1971 года, по окончании школы, — колхозница, позже — звеньевая колхоза имени Карла Маркса Агдамского района республики. Достигла высоких результатов при выполнении плана по производству сельскохозяйственной продукции десятой пятилетки (1976—1980). Успешно применяла передовую агротехническую методику, ежегодно собирала не менее 14—15 тонн хлопка с закрепленного за собой участка.
Активно участвовала в общественно-политической жизни хозяйства, республики и Советского Союза, с 1974 года состояла в КПСС. Избиралась председателем первичной комсомольской организации колхоза имени Карла Маркса, членом бюро Агдамского районного комитетов партии и комсомола. Выдвигалась делегатом на XVII съезд ВЛКСМ (1975) и XXX съезд ЛКСМ Азербайджана (1978), на ряд съездов Компартии Азербайджана. Была выдвинута в кандидаты в депутаты Верховного Совета СССР на окружном предвыборном совещании в январе 1979 года. 4 марта 1979 года была избрана депутатом Совета национальностей Верховного Совета СССР от Агдамского избирательного округа № 202 Азербайджанской ССР. 18 апреля 1979 года вошла в состав Комиссии по науке и технике Совета Национальностей.
Проживает в селе Ахмедагалы Агдамского района.